# 이그노라무스 에트 이그노라비무스

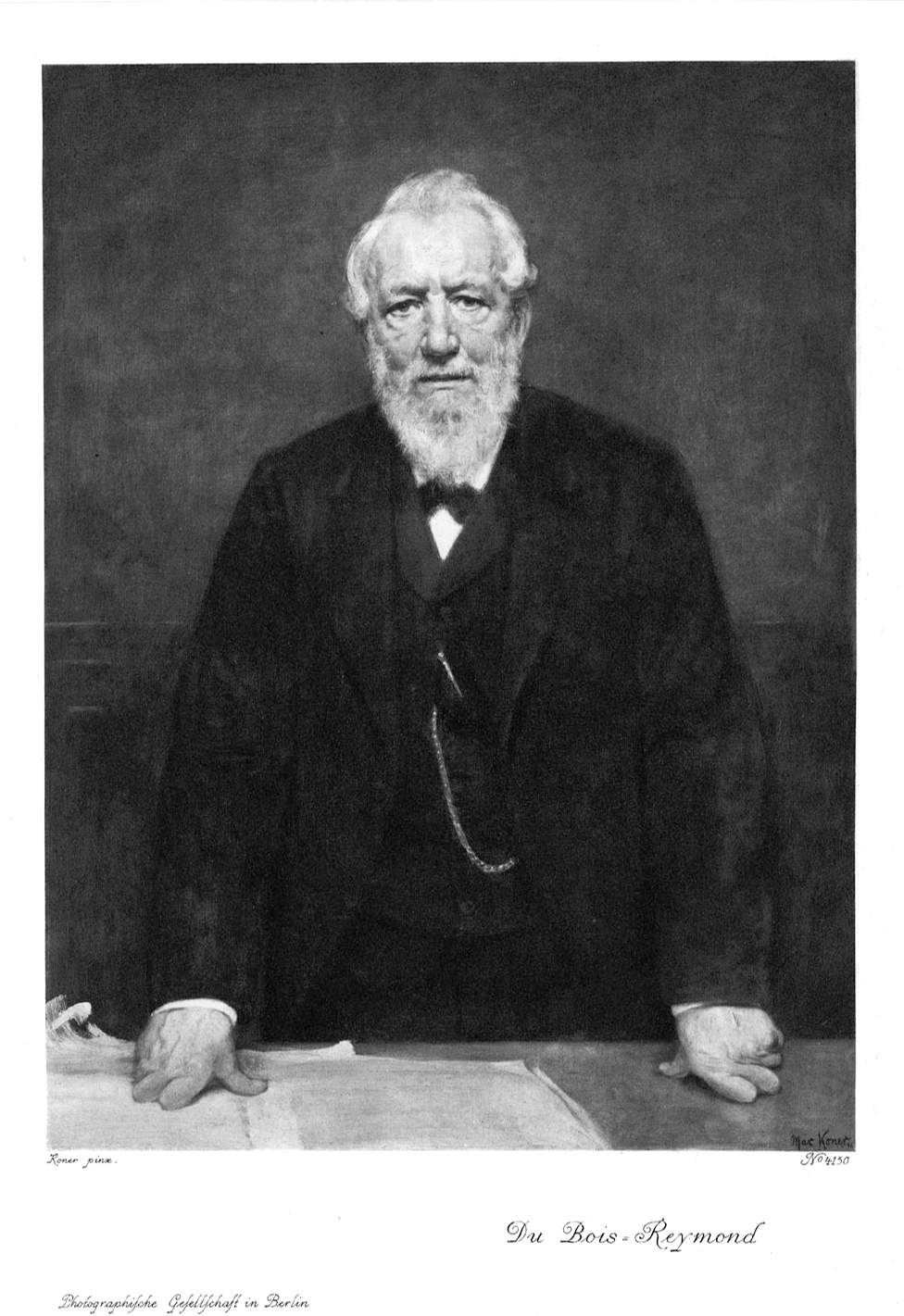
생리학자 에밀 뒤 부아레몽. '우리는 모르고 (영원히) 모를 것이다'라고 주장했다.

'이그노라무스 에트 이그노라비무스'(Ignoramus et ignorabimus, 우리는 모르고 모를 것이다)는 인간의 인식의 한계를 주장한 라틴어 표어이다.
19세기말, 베를린 대학 교수의 생리학자 에밀 뒤 부아레몽에 의해서, '어떤 종류의 과학상의 문제에 대해서, 인간은 그 대답을 영원히 알 수 없을 것이다'라는 의미로 사용되었다. 레몽의 주장은 당시의 독일어권에서 '이그노라비무스 논쟁'이라고 불리는 논의를 일으켰다.

## 어원
'이그노라무스(Ignoramus)'와'이그노라비무스(ignorabimus)'는 각각, '모른다'라는 의미의 라틴어 '이그노로(Ignoro)'의 일인칭 복수현재형과 일인칭 복수미래형이다. 이 말은 거슬러 올라가면 '지식'이라는 의미의 희랍어 '그노시( γνωση)'에 유래가 있다. '이그노라무스'는 원래는 고영국에서 사용되고 있던 법정 용어이다. 16세기말의 영국의 법정에서 기소가 근거가 있던 것인지 무근거의 것인지, 증거가 불충분하고 판단할 수 없었던 경우에, 당시의 대배심이 취한 것이 이그노라무스라는 입장에 취했다고 말해진다.

## 개요
1880년의 강연 '우주의 일곱 개의 수수께끼'에서, 듀 보아레몽은 과학에는 큰 7개의 수수께끼가 있다고 했다. 그들 7개의 수수께끼 중 4개(※표)는 단지 현시점에서 수수께끼일 뿐만 아니라, 영구히 해결 불가능한 문제이기도 하다.
1. 물질과 힘의 본성(※해결 불가능)
2. 운동의 기원(※해결 불가능)
3. 자연발생설
4. 자연의 합목적적 성질·효율적 성질
5. 단순한 감각적 성질의 기원·의식의 기원 (※해결 불가능)
6. 이성의 기원, 언어의 기원
7. 자유 의지 (※해결 불가능)

레몽은 해결 불가능한 문제에 대해 설명하는 경우에, 몇 개의 장면에서 프랑스의 수학자 피에르시몽 라플라스에 의해서 주창된 라플라스의 도깨비의 발상을 사용했다. 인간이 생각할 수 있는 인식의 최고 단계에 이르고 있다고 생각되는 지성에 의해서도 이해할 수 없는 것이라면, 우리 인간이 이해하는 것은 도저히 기대할 수 없을 것이라는 논의에 대해이다. 이하, 듀 보아레몽이 라플라스의 도깨비를 인용한 부분의 일례이다.
이리 하여 라플라스의 도깨비의 자연 인식은 우리 인간 자신의 자연 인식의 생각하는 최고의 단계를 뛰어 넘는 것이며, 따라서 우리는 자연 인식의 한계에 해당해 이것을 기초에 가지고 올 수 있는 것이다. 라플라스의 도깨비로 인식할 수 없는 일은 그것보다 아득하게 협소한 한계 안에 갇혀지고 있는 우리의 정신에는 전혀 영구히 알려지지 않고 끝날 것이다.— 레몽(1928), p. 35

1872년의 강연 '자연 인식의 한계에 대해'에서, 레몽은 강연의 최후로 다음과 같이 말했다.
 물질계가 많은 수수께끼로 향하고는 자연과학자는 남자 같은 체념으로 Ignoramus '우리는 모른다'라고 자백하는 것에 이미 오랫동안 익숙해져 있다. 지금까지 거쳐 온 승리에 찬 길을 돌아봐 지금 그의 마음을 지지하는 것은 오늘 모르는 것도, 적어도 사정의 여하에 따라서는 알 수 있을 것이고, 아마 언젠가는 알 것이라는 은밀한 의식이다. 그러나 물질과 힘의 본성이 어째서 있는지, 또 어째서 그것이 사유할 수 있는 것인지의 수수께끼를 앞에 두고는, 그는 단연 한 층 참기 어려운 판결을 결심하지 않으면 안되는 것이다.
Ignorabimus '우리는 모를 것이다.'
— 레몽(1928), p. 60

## 반응

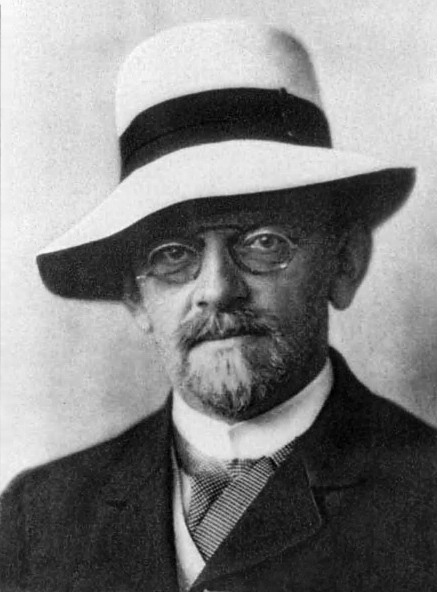
수학자 다비트 힐베르트. '우리는 알지 않으면 안 된다, 우리는 알 것이다'라고 응했다.

1930년, 독일의 수학자 다비트 힐베르트는 쾨니히스베르크에서 행해진 강연 '자연 인식과 논리'에서, 듀 보아레몽의 말을 비판적으로 참조하면서 다음과 같이 말했다.
우리 [수학자]에게 이그노라비무스[알 수 없는 것]는 없으며, 또 내가 생각컨대, 자연과학에도 이그노라비무스는 없다. 바보스러운 이그노라비무스에 대해, 우리의 슬로건은 이렇게 될 것이다. '우리는 알아야 한다, 우리는 알 것이다'(Wir müssen wissen — wir werden wissen)— 다비트 힐베르트(1930년) '자연 인식과 논리'(인용자 역, [] 안은 인용자에 의한 부기)

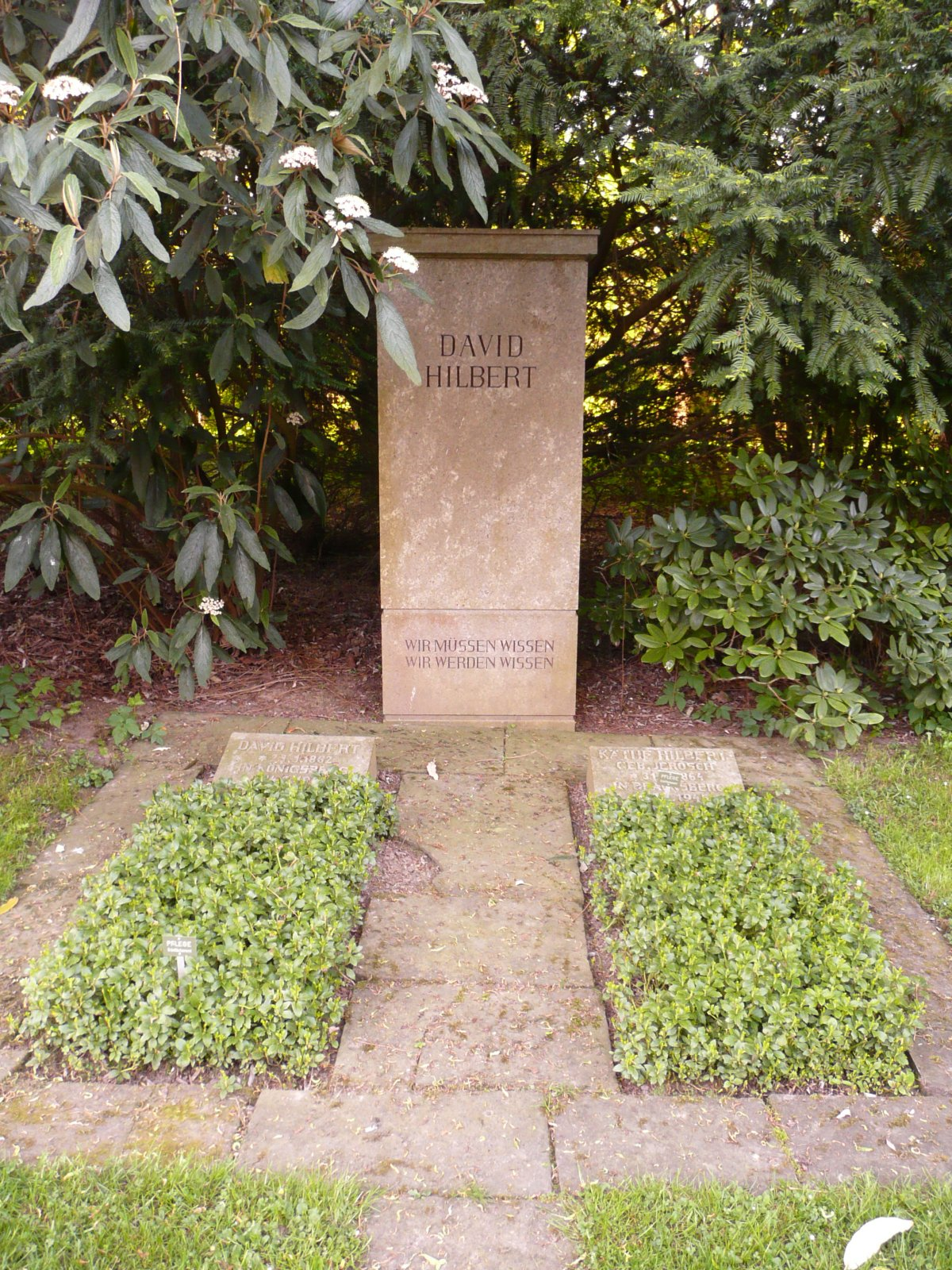
힐베르트의 묘비: '우리는 알아야 한다, 우리는 알 것이다'

이와 같이 강연을 매듭지은 다음에, 힐베르트는 소리를 높여 웃었다고 전하고 있다. 이 강연을 마지막 부분을 기록한 녹음이 남아 있고, 마지막 부분에서 힐베르트의 웃음소리를 확인할 수 있다.

## 참고 문헌
- 이나바 하지메 (2012년 2월 28일). “〈번역〉L. 볼츠만 역학의 제원리에 대해”. 《과학 철학과학사 연구》 (교토 대학 문학부 과학 철학과학사 연구실) (6): 121–150.
- 카와다 히로시 (2003년 12월). “"Ignoramus, Ignorabimus"——우리는 모르고 모를 것이다--”. 《후쿠오카 대학 의학 기요》 (후쿠오카 대학) 30 (4): 289–298.
- 괴델 (2006년 9월 15일). 《괴델 불완전성 원리》. 이와나미 문고 청944-1. 하야시 스스무·야스기 마리코 역. 이와나미 서점. ISBN 4-00-339441-0. 2013년 7월 18일에 원본 문서에서 보존된 문서.
- Schnaiter David; Kofler Walter (2008). “The Ignorabimus-Paradigm and Its Relevance for Contemporary Science”. 《Herald of the International Academy of Sciences. Russian Section》 (Vestnik Mezhdunarodnoj akademii nauk. Russkaya sekciya (Online)) (1): 59–64. ISSN 2221-7479.
- 데라오 히사시 칸바시 (2010). “뇌과학과 종교” (PDF). 《연구소보》 (남산 종교 문화 연구소) (20): 3–11.[깨진 링크(과거 내용 찾기)]
- 요시나가 요시마사 (1992년 12월 20일). 《괴델 불완전성 원리 "이성의 한계"의 발견》. 브르박스 B947. 코단샤. ISBN 4-06-132947-2.
- C. 리드 (2010년 7월 16일). 《힐베르트 현대 수학의 거봉》. 이와나미 현대문고 학술240. 이야나가 켄이치 역. 이와나미 서점. ISBN 978-4-00-600240-4. 2014년 1월 12일에 원본 문서에서 보존된 문서.
- 레몽 (1928년 3월 10일). 《자연 인식의 한계에 대해 우주의 일곱 개의 수수께끼》. 이와나미 문고 청923-1. 사카타 노리오 역. 이와나미 서점. ISBN 4-00-339231-0. 2015년 6월 30일에 원본 문서에서 보존된 문서. 2014년 9월 29일에 확인함.
- Wassermann (1925). 후지타역. “담총 Wassermann 과거 50년간에서 미생물학 및 면역학”. 《세균학잡지》 (키타자토 연구소) 1925 (350): 309–319.

## 같이 보기
- 의식의 어려운 문제
- 자유 의지
- 제논의 역설
- 왜 아무것도 없는 것이 아니고, 무엇인가가 있는 것인가
- 외면할 수 없는 사실
- 인지적 폐쇄